# Toamasina
Toamasina (bývalý francouzský název Tamatave) je druhé největší město Madagaskaru a hlavní město regionu Atsinanana. Nachází se 215 km severovýchodně od hlavního města Antananarivo, se kterým je spojeno železnicí. Toamasina je hlavní přístav v zemi, přes který prochází většina obchodní výměny se zbytkem světa. Severozápadně od centra města se nachází mezinárodní letiště Ambalamanasy. V roce 2018 zde žilo přes 325 000 obyvatel. Nachází se v něm letiště a univerzita. Centrum je postaveno na písečné kose, která vybíhá do Indického oceánu.
Etnicky je město velmi různorodé, kromě původních ostrovních etnik v něm žijí francouzsko-domorodí míšenci, Indové, Pákistánci a Číňané.
Nachází se v něm důležitá rafinerie. Ve městě také ústí do moře jeden z nejdelších kanálů na světě, Canal des Pangalanes.
V roce 1802 zde zemřel francouzský botanik André Michaux. Při napoleonských válkách v rámci tzv. Mauricijského tažení se zde 20. května 1811 zvítězilo v bitvě britské námořnictvo nad francouzským. Britové tak získali kontrolu nad Indickým oceánem. 